# Circuito do Sol
Der Circuito do Sol ist eine Motorsport-Rennstrecke in Vila Verde de Ficalho, etwa 7 km südöstlich der Ortschaft Vila Nova de São Bento in Portugal. 

## Streckenbeschreibung
Der 1,4 km lange Clubkurs mit 11 Kurven besteht seit den 2000er Jahren und wurde vorrangig für Trackdays und Testfahrten genutzt. 2023 wurde die Strecke umgebaut und durch eine Südschleife massiv erweitert. Dadurch lässt sich die Strecke nun in verschiedene, teils parallel betreibbare Varianten konfigurieren. Es ist geplant, neben dem fortgeführten Engagement als Trackday- und Teststrecke, die Anlage als Erprobungsstrecke für Hersteller von Elektroautos zu etablieren.